# Yolanda Kakabadse
Yolanda Kakabadse Navarro, née en 1948 en Équateur, est une femme politique équatorienne, elle a été ministre de l'environnement en Équateur d'août 1998 à janvier 2000. Elle est présidente du WWF de janvier 2010 à décembre 2017.

## Biographie
Elle a été également présidente de l'International Union for Conservation of Nature (IUCN) de 1996 à 2004. Cette organisation régit notamment la conservation des parcs nationaux dans le monde.